# ISO 3166-2:RU
ISO 3166-2:RU è uno standard ISO che definisce i codici geografici delle suddivisioni della Russia; è un sottogruppo dello standard ISO 3166-2.
Sono assegnati codici a tutti i soggetti federali della Russia, ovvero repubbliche, regioni (oblast'), provincia autonoma, territori (kraj), città federali e circondari autonomi; i codici non rispecchiano tuttavia completamente la suddivisione attuale, a causa di alcune variazioni non ancora recepite dall'ISO. Attualmente senza codice sono il territorio della Transbajkalia, formato dall'unione dell'oblast' di Čita e del circondario di Aga Buriazia, mentre il circondario autonomo buriato di Ust'-Orda, pur essendo stato unito all'oblast' di Irkutsk, ha un codice ancora valido.
I codici sono formati da RU- (sigla ISO 3166-1 alpha-2 dello Stato), seguito da due lettere (nel caso delle repubbliche) o da tre (per tutti gli altri soggetti).

## Codici
| Codice | Suddivisione                  | Tipo                 |
| ------ | ----------------------------- | -------------------- |
| RU-AD  | Adighezia                     | repubblica           |
| RU-AL  | Repubblica dell'Altaj         | repubblica           |
| RU-BA  | Baschiria                     | repubblica           |
| RU-BU  | Buriazia                      | repubblica           |
| RU-CE  | Cecenia                       | repubblica           |
| RU-CU  | Ciuvascia                     | repubblica           |
| RU-DA  | Daghestan                     | repubblica           |
| RU-IN  | Inguscezia                    | repubblica           |
| RU-KB  | Cabardino-Balcaria            | repubblica           |
| RU-KL  | Calmucchia                    | repubblica           |
| RU-KC  | Karačaj-Circassia             | repubblica           |
| RU-KR  | Carelia                       | repubblica           |
| RU-KK  | Chakassia                     | repubblica           |
| RU-KO  | Komi                          | repubblica           |
| RU-ME  | Mari                          | repubblica           |
| RU-MO  | Mordovia                      | repubblica           |
| RU-SA  | Sacha (Jacuzia)               | repubblica           |
| RU-SE  | Ossezia Settentrionale-Alania | repubblica           |
| RU-TA  | Tatarstan                     | repubblica           |
| RU-TY  | Tuva                          | repubblica           |
| RU-UD  | Udmurtia                      | repubblica           |
| RU-ALT | Territorio dell'Altaj         | territorio           |
| RU-KAM | Kamčatka                      | territorio           |
| RU-KHA | Chabarovsk                    | territorio           |
| RU-KDA | Krasnodar                     | territorio           |
| RU-KYA | Krasnojarsk                   | territorio           |
| RU-PER | Perm'                         | territorio           |
| RU-PRI | Litorale                      | territorio           |
| RU-STA | Stavropol'                    | territorio           |
| RU-ZAB | Transbajkalia                 | territorio           |
| RU-AMU | Amur                          | oblast'              |
| RU-ARK | Arcangelo                     | oblast'              |
| RU-AST | Astrachan'                    | oblast'              |
| RU-BEL | Belgorod                      | oblast'              |
| RU-BRY | Brjansk                       | oblast'              |
| RU-CHE | Čeljabinsk                    | oblast'              |
| RU-IRK | Irkutsk                       | oblast'              |
| RU-IVA | Ivanovo                       | oblast'              |
| RU-KGD | Kaliningrad                   | oblast'              |
| RU-KLU | Kaluga                        | oblast'              |
| RU-KEM | Kemerovo                      | oblast'              |
| RU-KIR | Kirov                         | oblast'              |
| RU-KOS | Kostroma                      | oblast'              |
| RU-KGN | Kurgan                        | oblast'              |
| RU-KRS | Kursk                         | oblast'              |
| RU-LEN | Leningrado                    | oblast'              |
| RU-LIP | Lipeck                        | oblast'              |
| RU-MAG | Magadan                       | oblast'              |
| RU-MOS | Oblast' di Mosca              | oblast'              |
| RU-MUR | Murmansk                      | oblast'              |
| RU-NIZ | Nižnij Novgorod               | oblast'              |
| RU-NGR | Novgorod                      | oblast'              |
| RU-NVS | Novosibirsk                   | oblast'              |
| RU-OMS | Omsk                          | oblast'              |
| RU-ORE | Orenburg                      | oblast'              |
| RU-ORL | Orël                          | oblast'              |
| RU-PNZ | Penza                         | oblast'              |
| RU-PSK | Pskov                         | oblast'              |
| RU-ROS | Rostov                        | oblast'              |
| RU-RYA | Rjazan'                       | oblast'              |
| RU-SAK | Sachalin                      | oblast'              |
| RU-SAM | Samara                        | oblast'              |
| RU-SAR | Saratov                       | oblast'              |
| RU-SMO | Smolensk                      | oblast'              |
| RU-SVE | Sverdlovsk                    | oblast'              |
| RU-TAM | Tambov                        | oblast'              |
| RU-TOM | Tomsk                         | oblast'              |
| RU-TUL | Tula                          | oblast'              |
| RU-TVE | Tver'                         | oblast'              |
| RU-TYU | Tjumen'                       | oblast'              |
| RU-ULY | Ul'janovsk                    | oblast'              |
| RU-VLA | Vladimir                      | oblast'              |
| RU-VGG | Volgograd                     | oblast'              |
| RU-VLG | Vologda                       | oblast'              |
| RU-VOR | Voronež                       | oblast'              |
| RU-YAR | Jaroslavl'                    | oblast'              |
| RU-MOW | Città di Mosca                | città federali       |
| RU-SPE | San Pietroburgo               | città federali       |
| RU-YEV | Oblast' autonoma ebraica      | oblast' autonoma     |
| RU-CHU | Čukotka                       | circondario autonomo |
| RU-KHM | Chantia-Mansia                | circondario autonomo |
| RU-NEN | Nenecija                      | circondario autonomo |
| RU-YAN | Jamalia                       | circondario autonomo |

## Modifiche
I seguenti cambiamenti sono avvenuti dalla pubblicazione dell'ISO 3166-2 nel 1998:
| Newsletter                                           | Data              | Descrizione |
| ---------------------------------------------------- | ----------------- | --- |
| I-1                                                  | 21 giugno 2000    | Aggiunta di nomi alternativi per due repubbliche |
| I-7 Archiviato il 6 giugno 2011 in Internet Archive. | 13 settembre 2005 | Aggiunta del linguaggio locale per il Circondario autonomo dei Chanty-Mansi |
| I-8 Archiviato il 30 marzo 2012 in Internet Archive. | 17 aprile 2007    | Aggiunta di RU-PER (Territorio di Perm') e rimozione di RU-PER (Oblast' di Perm') e RU-KOP (Circondario dei Komi-Permiacchi)                                                                         |
| I-9                                                  | 28 novembre 2007  | Aggiunta di RU-KAM (Territorio della Kamčatka) e rimozione di RU-KAM (Oblast' di Kamčatka), RU-EVE (Circondario degli Evenchi), RU-KOR (Circondario dei Coriacchi) e RU-TAY (Circondario del Tajmyr) |
| II-2                                                 | 30 giugno 2010    | |